# 逢瀬川 (音速ラインの曲)
「逢瀬川」（おうせがわ）は、日本のバンド音速ラインの3枚目のシングルである。2005年10月12日発売。発売元はユニバーサルミュージック。

## 概要
- PV監督は川村ケンスケ。演奏シーンはメンバーが後ろ向き、ぼやけた画面、瞬間的なカット割りなどでほとんど分からなくなっている。
- 表題曲である「逢瀬川」は、藤井が在住している福島県郡山市に実在している同名の川を題材としている。[1]

## 収録曲
1. 逢瀬川[3:35]
作詞・作曲：藤井敬之、編曲：音速ライン
2. 雨男[2:36]
作詞・作曲：藤井敬之、編曲：音速ライン
3. まっ白い[5:56]
作詞・作曲：藤井敬之、編曲：音速ライン

## 収録アルバム

### 逢瀬川
- オリジナル『風景描写』（2005年11月16日）
- ベスト『おとし玉～ベリー ベスト オブ 音速ライン』（2009年1月14日）

### 雨男
- ベスト『風味絶佳～音速ライン レア・トラック集～』（2009年1月14日）

### まっ白い
- ベスト『風味絶佳～音速ライン レア・トラック集～』（2009年1月14日）

1. ↑  “音速ライン - 逢瀬川 - UNIVERSAL MUSIC JAPAN”. 2017年2月11日閲覧。